# François-Jean-Dominique Lange
Pour les articles homonymes, voir Lange.
 (août 2025).

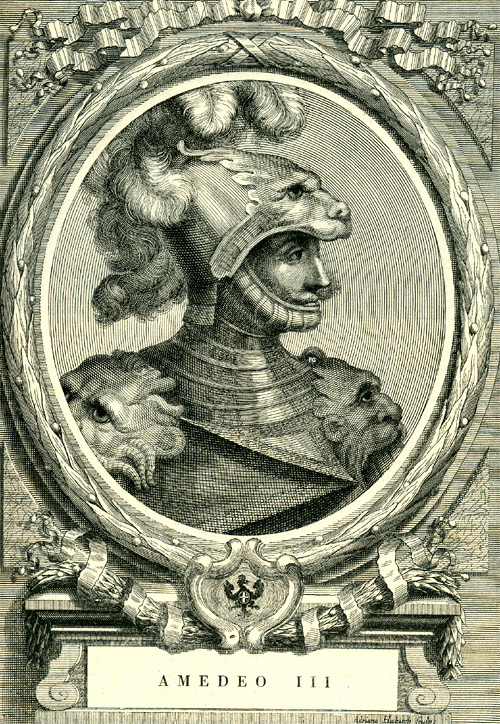
Amédée III de Savoie, d'après le tableau de Lange

François-Jean-Dominique Lange (né en 1676 à Annecy et mort le 17 avril 1756 à Bologne) est un peintre savoisien de l’école de Bologne.

## Biographie
François-Jean-Dominique Lange nait à Annecy de César-Amédée Josserme et de Noëlle Chevillon qui tenait une auberge à l’enseigne de L’ange et qui en prirent le surnom.
Il apprit à dessiner de son grand-père maternel. Il se rendit à Turin où il fut nommé maître de dessin de l’Académie des nobles et des jeunes princes de Carignan.
Il fit une suite en clair-obscur  de tous les portraits des princes de la maison de Savoie depuis Bérold de Saxe jusqu’à Victor-Amédée II. Elle  fut gravée par Jean Tasnières, un autre savoisien, graveur en taille douce à la fin du XVIIe siècle et publiée sous le titre  Augustae  regiaeque Sabaudiae Domus Arbor Gentilitia  à Turin en 1702 avec un texte de l’abbé Ferrero.
Il quitta Turin avant le siège de 1706 par les Français et sur son chemin pour Rome s’arrêta  Bologne où il suivit les cours de l’Académie Clémentine sous la direction de Franceschini. Il peignit des dessus d’autels pour quelques églises de Bologne et fut reçu à l’Académie.
Il est surtout connu pour ses petits tableaux de dévotion mais a peint également des paysages appréciés.
Il signait F.J.D. Lange, anneciensis Sabaudiae.